# قلب الأسد (مسلسل)
قلب الأسد مسلسل مصري عرض عام 1993 ويتحدث عن رجل أعمال ثري، ذو نفوذ قوي يُدعى (ياسر الضبع)، تُتهم سكرتيرته الخاصة نبيلة بالإتجار في المخدرات، بعد أن وثق ياسر شقة ابنه شريف باسمها، والتي وجدت فيها كميات كبيرة من المخدرات، ومع تولي سكرتير النيابة هاشم كتابة التحقيق يحاول مساعدتها في إثبات براءتها.

## فريق العمل

### بطولة
| - فريد شوقي: ياسر الضبع - صلاح السعدني: هاشم علوان - سمية الألفي: سهام - محمود الجندي: نديم - حسين الشربيني: فتوح - شوقي شامخ:عزت رئيس النيابة - ناهد جبر :نورا القباني - أحمد سلامة: كمال - حنان شوقي: داليا - نهلة رأفت:سامية | - خالد محمود: شريف ياسر الضبع - تهاني راشد:والدة داليا - هالة صدقي: نبيلة - ضيفة شرف - نجيب رشدي:خال سامية - كمال الزيني:نظمي محامي ياسر - وفاء عامر: درية - ألفت سكر:شوقية والدة شريف ياسر - أحمد عبد القادر - جلال عبد القادر:علي والد داليا - عبد الحميد أنيس:ضابط المباحث | - ثريا عز الدين:أم سامية - عادل برهام:د. صلاح نور الدين - عزت المشد:رئيس المباحث - أحمد عقل:عم راشد النجار - ليلى مجدي:سجانة بالقسم - ماهر سليم:سلامة عامل بالنيابة - محمد عتريس:عتريس سائق داليا - ألفريد كمال - عبد العزيز عيسى:حارس عقار - حسين نظمي | - نوال هاشم - نادية شمس الدين:زوجة والد نبيلة - معتز السويفي - طارق الباجوري:ضابط القسم - سحر عبد الله:ناهد - إيناس نور:سكرتيرة لدى ياسر - أحمد بهلول - أحمد عمار:صاحب قهوة - مجدي عبد الحليم - فاروق نوح | - محمود جليفون:سفرجي النيابة - خيري شوقي - إبراهيم حسنين - أحمد الدريني - عبد اللطيف الطحاوي - عبد المنعم عبد الرحمن - سيد عبد الفتاح - عصام السيسي - خالد يوسف |

### إداريون
| - عبد الرحمن الأبنودي: أشعار - ياسر عبد الرحمن: الألحان والموسيقى التصويرية - علاء عبد الخالق: غناء - عرفة زكي: مهندس الديكور - فاطمة فتحي: تصميم الأزياء - محمد السيد: مدير الإضاءة - محمد عثمان: مدير التصوير الخارجي - سمير الصبان: مدير التصوير - نصر عبد العزيز - خيري المحلاوي - أيمن الخولي: مصور - محمود خيري: إعداد موسيقي - فايزة حسين: تصميم المقدمة والنهاية - فايزة محمد - عادل شبل: مونتير إلكتروني - مصطفى شرف - السيد أحمد سلامة - محمود إبراهيم - محمد عبد الرازق: مونتير فيديو - سامية المعطاوى - زكريا شنودة - علي سليم - محمد عبد المنعم: مراقبة صوت ومكساج - قطاع الشئون المالية والاقتصادية - اتحاد الإذاعة والتلفزيون (ج.م.ع موزع) | - عبد الشافي عبد القدوس: مخرج مساعد - رجب المتيم مدير الإنتاج - سعيد عماشة: منتج فني - قطاع الإنتاج - اتحاد الإذاعة والتلفزيون (ج.م.ع منتج) - علوية زكي: مخرج - محمد صفاء عامر: مؤلف - عفاف عثمان: إدارة هندسية للتسجيل والمونتاج - سناء شتا - صافيناز عامر - همسة العروسي - نائل عبد الحميد:مهندسو الأستوديو 2 - رمزي عبد المنعم - عنايات فوزي - أيمن أحمد سلامة: مراقبة كاميرات - ماجدة دسوقي - هدى عبده: صيانة هندسية - كامل عبد الملك - فضل الله شهيب - طارق لطفي:مراقبة كمبيوتر - بشاي هارون - كمال نوار: إشراف فني - جليلة عثمان:مدير إداري إستوديو 2 - تم التصوير الخارجي بوحدات الكاميرا المحمولة: م. محمد إبراهيم - شريف فهمي-محسن فهمي-أحمد دسوقي-أحمد حمدي: ماكيير | - زينب زكريا: مساعد ماكيير - مجدي خلف: كوافير - طارق سليم: منفذ إنتاج - صلاح موافي: منفذ إنتاج - إيهاب العوامري: مهندس ديكور مساعد - عبد الرحمن شريف: مشرف تنفيذ الديكور - محمود دبكة: منفذ الديكور - خالد حمزة: منفذ الديكور - جمال الدرديري: مساعد مخرج - نبيل خضر: مساعد مخرج - سيد جاد: خطوط - فتحي العشري: فوتوغرافيا |